# It’s a Wonderful Knife
It’s a Wonderful Knife ist eine US-amerikanische Horrorkomödie von Regisseur Tyler MacIntyre, die am 10. November 2023 in die US-amerikanischen und am 23. November in die deutschen Kinos kam. Es handelt sich um eine Slasher-Adaption des Filmklassikers Ist das Leben nicht schön? (1946), auf dessen Originaltitel It’s a Wonderful Life angespielt wird. In den Hauptrollen sind Jane Widdop, Joel McHale und Justin Long zu sehen.

## Handlung
Ein Jahr nachdem Winnie Carruthers ihre idyllische Heimatstadt Angel Falls vor einem psychotischen Serienmörder retten konnte, verläuft ihr Leben alles andere als wunderbar. Als sie sich am Weihnachtsabend daher wünscht, niemals geboren worden zu sein, findet sie sich in einem Paralleluniversum wieder, in dem die Ereignisse ohne ihr Einwirken ganz anders verlaufen sind. Winnie muss nun gemeinsam mit den Stadtbewohnern die Identität des wieder aktiven Serienmörders herausfinden, um in ihre eigene Realität zurückkehren zu können.

## Produktion
Die weihnachtliche Horrorkomödie It’s a Wonderful Knife entstand unter der Regie von Tyler MacIntyre und nach einem Drehbuch von Michael Kennedy, der zuvor bereits das Skript zum Genrefilm Freaky verantwortete. Es handelt sich um eine Mischung aus dem Slasher Scream – Schrei! (1996) und dem Filmklassiker Ist das Leben nicht schön? (1946), auf dessen Originaltitel It’s a Wonderful Life angespielt wird. Der Film wurde von der Firma Independent Entertainment produziert, die auch den internationalen Vertrieb auf dem Marché du film 2023 übernahm. Als Hauptdarsteller wurden Jane Widdop, Joel McHale und Justin Long verpflichtet, während William Bruce Davis, Katharine Isabelle, Jess McLeod, Aiden Howard, Hana Huggins und Cassandra Naud in Nebenrollen zu sehen sind.
Die Dreharbeiten mit Kameramann Nicholas Piatnik erfolgten vom 20. März bis zum 14. April 2023 im kanadischen Vancouver.
Ein Trailer zum Film wurde am 5. Oktober 2023 veröffentlicht. Die Weltpremiere erfolgte am 8. Oktober 2023 auf dem Beyond Fest in Los Angeles, ehe It’s a Wonderful Knife Ende des Monats auch auf dem Toronto After Dark Film Festival gezeigt wurde. Die englischsprachigen Vertriebsrechte sicherte sich das Produktionsunternehmen RLJE Films, das einen US-amerikanischen Kinostart auf den 10. November 2023 terminierten. In Deutschland kam It’s a Wonderful Knife am 23. November 2023 in die Kinos, ehe er ab Mitte Dezember 2023 auch fürs Heimkino erhältlich war. Im selben Monat wurde der Film in den Vereinigten Staaten ebenso ins Programm des Streamingdienstes Shudder aufgenommen.

## Synchronisation
Die deutschsprachige Synchronisation entstand nach einem Dialogbuch und unter der Dialogregie von Dana Linkiewicz bei RRP Media.
| Rolle             | Darsteller          | Synchronsprecher     |
| ----------------- | ------------------- | -------------------- |
| Winnie Carruthers | Jane Widdop         | Daniela Molina       |
| David Carruthers  | Joel McHale         | Norman Matt          |
| Henry Waters      | Justin Long         | Julien Haggège       |
| Gale Prescott     | Katharine Isabelle  | Antje von der Ahe    |
| Judy Carruthers   | Erin Boyes          | Schaukje Könning     |
| Roger Evans       | William Bruce Davis | Thomas Kästner       |
| Bernie Simon      | Jess McLeod         | Jodie Blank          |
| Jimmy Carruthers  | Aiden Howard        | Ricardo Richter      |
| Cara Evans        | Hana Huggins        | Helen Malin Blaschke |
| Buck Waters       | Sean Depner         | Bastian Sierich      |
| Darla Berlin      | Zenia Marshall      | Lina Rabea Mohr      |
| Robbie Olenger    | Jason Fernandes     | Jonas Schmidt-Foß    |

## Rezeption

### Altersfreigabe
In den Vereinigten Staaten erhielt It’s a Wonderful Knife von der MPA aufgrund blutiger Gewalt, des Drogenkonsums und der Sprache ein R-Rating. In Deutschland vergab die FSK eine Freigabe ab 16 Jahren. In der Freigabebegründung heißt es, der Film warte mit zahlreichen typischen Elementen des Slasherfilms auf, breche jedoch viele Klischees auf ironische Weise und spiele mit den Erwartungen des Publikums. So entstünden durch einige blutige und sehr drastische Tötungen Schreckmomente, doch die klare Gut-Böse-Zeichnung, der überzogene und teils slapstickhafte Humor sowie die sympathische Heldin würden für emotionale Entlastung sorgen.

### Kritiken
It’s a Wonderful Knife konnte 54 % der 80 bei Rotten Tomatoes gelisteten Kritiker überzeugen und bekam dabei eine durchschnittliche Bewertung von 5,6 von 10 Punkten. Als zusammenfassendes Fazit zieht die Seite, auch wenn der Film einen erfreulichen Ansatz für festtägliche Horrorkomödien verfolge, fehle es der Umsetzung letztendlich an Tiefe. Bei Metacritic erhielt It’s a Wonderful Knife basierend auf 14 Kritiken einen Metascore von 52 von 100 möglichen Punkten.

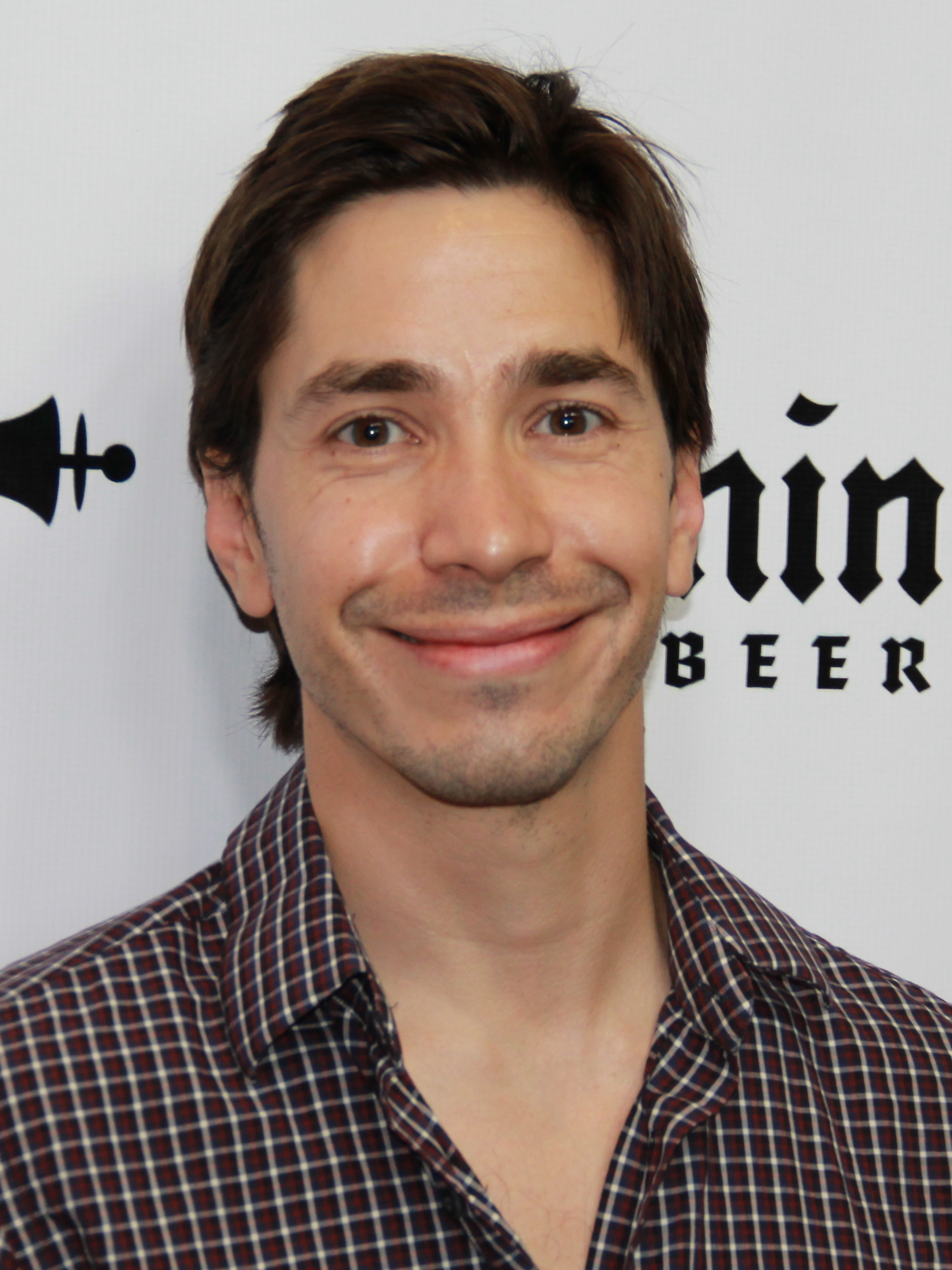
Die Darbietung von Justin Long wurde mehrfach gelobt.

Ein positives Fazit zieht Robert Daniels von RogerEbert.com, der It’s a Wonderful Knife als blutigen, temperamentvollen und einfallsreichen Teenie-Slasher bezeichnet. Die Geschichte sei zwar eindeutig von Ist das Leben nicht schön? kopiert, doch Drehbuchautor Michael Kennedy finde einen individuellen Twist und verhindere so, dass der Film eine reine Aneinanderreihung bereits bekannter Elemente sei. Regisseur Tyler MacIntyre spiele gleichzeitig mit den Erwartungen des Publikums und untergrabe sie, indem er nicht immer auf Spannung, sondern viel mehr auf eine nachvollziehbare Figurenentwicklung setze. Justin Long werde so zu einem fantastischen Bösewicht, während die von Jane Widdop verkörperte Hauptfigur hingegen etwas unterentwickelt sei und auch Jump-Scares nicht so effektvoll wären. Auch das Ende sei nicht ganz gelungen und entwickle sich zu einer seltsamen Liebesgeschichten, wäre aber akzeptabel.
Zu einem wohlwollenden Urteil gelangt auch J. Kim Murphy von Variety, für den It’s a Wonderful Knife zwar keine gruselige, aber zumindest eine durchaus spaßige Slasher-Adaption von Ist das Leben nicht schön? sei. Dem von Michael Kennedy verfassten Drehbuch fehle es dabei an Schärfe und zielführenden Dialogen, auch wenn die Gespräche zu einigen unfreiwillig lustigen Momenten führen würden. Durch die schnörkellose Regie Tyler MacIntyre könne sich der Film von diesen unangenehmen Situationen aber erholen, während insbesondere Justin Long mit einer manischen Freude als mörderischer Mogul allen die Show stehle. Durch seine mitreißende Darbietung werde der überwältigend überflüssige Film letztendlich ins Ziel getragen, wobei der Schrecken zunehmend in den Hintergrund gerate und eigentlich nur Mittel zum Zweck sei.
Enttäuscht zeigt sich hingegen Alison Foreman von IndieWire, für die It’s a Wonderful Knife nur ein weiterer Teil in einer Reihe von durchwachsenen Horrorkomödien wie Black Christmas oder Freaky sei, die denselben Ansatz verfolgen würden. Der queere Slasher-Film verpasse dabei viele Gelegenheiten und werde als eine nur mittelmäßige Neuinterpretation des Weihnachtsklassikers aus dem Jahr 1946 so nicht lange in Erinnerung bleiben. Die Handlung sei verworren, das Erzähltempo unbeholfen und die Tode glanzlos. Auch eine kläglich fehlgeleitete Suizid-Nebenhandlung, die einen moralischen Subtext in den Film bringen solle, werde so dürftig präsentiert, dass sie zum Vergessen sei.
Ein vernichtendes Urteil zieht auch Jen Yamato von der Los Angeles Times, für die eine Horroradaption des Weihnachtsklassikers Ist das Leben nicht schön? eigentlich viel intelligenter und witziger sein müsste, als das, was das Publikum durch Drehbuchautor Michael Kennedy und die zynische Regie von Tyler MacIntyre letztendlich bekomme. Die unoriginelle Handlung weiche dabei immer weiter vom eigentlichen Kurs ab, werde immer langweiliger, unlogischer und werfe zunehmend zufällige Elemente in die Erzählung ein. Zusätzlich rase It’s a Wonderful Knife durch seine Horrorsettings, ohne dabei echte Angst oder Emotionen aufzubauen, wodurch die Todesfälle billig und bedeutungslos wirken würden. Auch das Aussehen des Killers sei so unbedrohlich, dass es fast schon so wirke, als solle er nur gut auf dem Filmposter aussehen oder später als Sammelfigur vermarktet werden. Der einzige Lichtblick des Films sei die gute Chemie zwischen den durchweg sympathischen Darstellern, die noch das Beste aus den schlechten Dialogen machen würden.

### Einspielergebnis
Am Startwochenende konnte It’s a Wonderful Knife in den Vereinigten Staaten über 600.000 US-Dollar einspielen, was angesichts seines geringen Budgets und der nur limitierten Veröffentlichung in weniger als 1000 Kinos als finanzieller Erfolg gewertet wurde. Die weltweiten Einnahmen aus Kinovorführungen belaufen sich auf rund 1,3 Millionen US-Dollar.

### Auszeichnungen
GLAAD Media Awards 2024
- Nominierung als Bester Film[22]